# 近鉄金曜劇場
『近鉄金曜劇場』（きんてつきんようげきじょう）は、1961年（昭和36年）10月6日から1967年（昭和42年）9月29日まで、当時JNN系列であった朝日放送（ABC）を幹事局（番組送出担当）に、TBS系列で毎週金曜日20:00 - 21:00（後に「JNNフラッシュニュース」が入ったことにより4分短縮）に放送されていたテレビドラマ専門枠。この当時のTBS系列の一社提供系テレビドラマ放送枠はTBSを幹事局とし、基幹局持ち回りで制作する単発とシリーズが混在するのが一般的だったが、TBS以外の基幹局を幹事局としたのは当枠が唯一だった。
制作は、TBS系列局であり、当時のJNN基幹局であるABC・TBS・中部日本放送（CBC）・北海道放送（HBC）・RKB毎日放送（RKB）が持ち回りで担当した。1965年9月3日 - 1967年3月31日までは、ヒューマンドラマ路線を主とし、「愛とこころのシリーズ」というサブタイトルが冠されていた。
「東芝日曜劇場」とともに、名作ドラマを数多く輩出したドラマ枠ではあったが、当時の民放は地方自治体を中心に1局しかなかったオープンネットの状態が多く、回線の関係で、系列局によっては、この時間帯を日本テレビ（NTV）系列「三菱ダイヤモンドアワー」（三菱電機単独提供。「日本プロレス中継」と「ディズニーランド」との週替わり放送）との同時ネットに充当していた局もあったため、TBS系列で同時ネットされていた局の方が少なかったことから、遅れネットもしくは未ネットとなった局も少なくなかった。
近畿日本鉄道の一社提供であり、テーマソングとして楠トシエ「近鉄特急の歌」が使用された。

## 作品一覧
表記は、放映作品名（放映日、制作局）となっている。☆印が付いている作品は、2週にわたって前篇・後篇として放送されたものである。

### 1961年（昭和36年）
- あらくれ（10月6日、ABC）
- 宗方姉妹（10月13日、 ABC）
- ナポリの青い風（10月20日、 TBS）※芸術祭参加作品
- オロロンの島（10月27日、HBC）※芸術祭大賞受賞作品
- 蔦（11月3日、 ABC）※芸術祭参加作品
- 失われた顔（11月10日、TBS）
- いつも（11月17日、RKB）※芸術祭参加作品
- わが隣人（11月24日、CBC）※芸術祭参加作品
- 鹿鳴館（12月1日・8日、TBS）☆
- 家族会議（12月15日・22日、 ABC）☆
- 師走の女（12月29日、ABC）

### 1962年（昭和37年）
- 両国八景（1月5日、TBS）
- 金色夜叉（1月12日・19日、TBS）☆前篇（12日）＝「お宮の巻」、後篇（19日）＝「赤樫満枝の巻」
- オロロンの島（1月26日、HBC）※再放送
- 偸盗（2月2日、ABC）
- ひょうたんと駒（2月9日・16日、TBS）☆
- 砂の器（2月23日・3月2日、ABC）☆
- 榎物語（3月9日・16日、TBS）☆
- 花の慕情（3月23日・30日、ABC）☆
- げいしゃわるつ・いたりあの（4月6日・13日、TBS）☆
- 千姫（4月20日・27日、ABC）☆
- チャンスは三度ある（5月4日・11日、TBS）☆
- 善魔（5月18日・25日、 ABC）☆前篇（18日）＝「三香子の巻」、後篇（25日）＝「伊都子の巻」
- 浅草ろまねすく（6月1日・8日、TBS）☆
- 雪子の生涯（6月15日・22日、 ABC）☆
- ヘチマくん（6月29日・7月6日、TBS）☆
- 遠い一つの道（7月13日・20日、 ABC）☆
- 結婚（7月27日・8月3日、TBS）☆
- 袈裟の死（8月10日、 ABC）
- いのちの糸（8月17日、 ABC）
- 山と川のある街（8月24日・31日、CBC）☆
- 勝負師（9月7日・14日、TBS）☆
- 故郷は遠くにありて（9月21日・28日、 ABC）☆
- 夜の谷間で（10月5日、TBS）
- 足摺岬（10月12日、CBC）
- 鏡の中の真実（10月19日、TBS）
- 祭（10月26日、HBC）※芸術祭参加作品
- 京洛の女（11月2日、ABC）※大阪府芸術祭参加作品
- 限りなき前進（11月9日、TBS）
- 裏町の女（11月16日、 ABC）
- 若もの－努の場合－（11月23日、TBS）※芸術祭参加作品
- 不知道（11月30日、HBC）※芸術祭参加作品
- 重軽傷3（12月7日、CBC）
- 乾いた街（12月14日、ABC）
- 風流活人剣（12月21日、TBS）
- 指輪（12月28日、ABC）

### 1963年（昭和38年）
- 本陣蕎麦（1月4日、TBS）
- 若もの－努の場合－（1月11日、TBS）※再放送
- 佐治与九郎覚え書（1月18日、 ABC）
- 女同士（1月25日、 ABC）
- 誰も知らない（2月1日、TBS）
- 倒産（2月8日、TBS）
- やきもの師（2月15日、CBC）
- 帰らぬひと（2月22日、ABC）
- やがて、春（3月1日、ABC）
- 毒薬（3月8日、TBS）
- ある女優志願（3月15日、TBS）
- 女は希っている（3月22日、RKB）
- 花の詐欺師（3月29日、ABC）
- 禁じられた唇（4月5日、ABC）
- 告別療法（4月12日、TBS）
- 灰燼（4月19日、TBS）
- 若き日の摂津守（4月26日、CBC）
- 愛の終りの時（5月3日、ABC）
- 朝霧（5月10日、 ABC）
- 月を呼ぶ少女（5月17日、TBS）
- 夕焼け雲（5月24日、TBS）
- もしもあなただったら（5月31日、TBS）
- 真珠の海（6月7日、 ABC）
- 君死にたまうことなかれ（6月14日、ABC）
- ただいま零匹（6月21日、RKB）
- なりひら小僧（6月28日、TBS）
- 悲の器（7月5日、TBS）※野際陽子のドラマ初出演作だった。[1][2]
- 螢（7月12日、ABC）
- 修善寺物語（7月19日、ABC）
- しぐれ（7月26日、CBC）※同シナリオは翌年、『乱れる』として映画化された。
- ばんだい先生（8月2日、TBS）
- 現行犯（8月9日、ABC）
- 侯爵（8月16日、ABC）
- いつか極光の輝く街に（8月23日、TBS）
- 奇蹟の女（8月30日、TBS）
- どらぼや人生（9月6日、TBS）
- 半身（9月13日、TBS）
- 世界中で一番好きな人（9月20日、RKB）
- 誰の為の女（9月27日、ABC）
- いのち新平（10月4日、ABC）
- 捨てうり勘兵衛（10月11日、TBS）
- 夕やけ雲は知っている（10月18日、ABC）
- 正塚の婆さん（10月25日、TBS）※芸術祭奨励賞受賞作品。90分作品。
- 夫婦ぶえ（11月1日、TBS）
- 賢女気質（11月8日、ABC）
- 十九才（11月15日、TBS）
- ある復讐（11月22日、CBC）※名古屋市芸術祭参加作品
- 走れ健ちゃん（11月29日、ABC）※芸術祭参加作品
- 奇妙なり八郎（12月6日、TBS）
- 悲の器（12月13日、TBS）※再放送
- 寒い朝（12月20日、ABC）
- ほら善の死（12月27日、TBS）

### 1964年（昭和39年）
- 奴凧（1月3日、TBS）
- 幻の寺（1月10日、ABC）
- 女ざかり（1月17日、TBS）
- 正塚の婆さん（1月24日・31日、TBS）☆ ※再放送
- 十年ひとむかし（2月7日、ABC）
- 青銅の基督（2月14日、RKB）
- 奇蹟の女（2月21日、TBS）※再放送
- こんなに愛して（2月28日、TBS）
- 盲目（3月6日、TBS）
- 岸壁（3月13日、ABC）
- お菊はん（3月20日、ABC）
- 走れ健ちゃん（3月27日、ABC）※再放送
- 毒（4月3日、TBS）
- つゆのひぬま（4月10日、TBS）
- あっちゃこっちゃ（4月17日、ABC）
- あとは野となれ（4月24日、TBS）
- 芸の虫（5月1日、ABC）
- 剣（5月8日、TBS）
- 愛すること死ぬこと（5月15日、CBC）
- 虹の鉄橋（5月22日、TBS）
- 散る花びらに（5月29日、ABC）
- ある老婆の死（6月5日、TBS）
- 地蔵（6月12日、TBS）
- 戦国無残（6月19日、TBS）
- 泣くのは明日にしよう（6月26日、TBS）
- 激流（7月3日、TBS）
- 散華（7月10日、TBS）
- 男と台所（7月17日、CBC）
- 二十五時の渚（7月24日、ABC）
- 希望（7月31日、ABC）
- 心に空を（8月7日、TBS）
- 絹のドレス（8月14日、TBS）
- ある逃亡者（8月21日、ABC）
- 太陽をさがせ（8月28日 - 9月25日、TBS）※佐田啓二追悼番組として、この作品は5週にわたって放送された。[3]
- あやふやを愛す 36才の純情（10月2日、TBS）
- 山ほととぎすほしいまま（9月4日、RKB）
- あっちっちっち（10月30日、CBC）
- つくられた真実（11月6日[注釈 2]、ABC）
- ひとびとの葬送（11月13日、CBC）※芸術祭参加作品
- ジャピンド（11月20日、ABC）※芸術祭奨励賞受賞作品。ドキュメンタリー番組。
- 目撃者（11月27日、RKB）※芸術祭奨励賞受賞作品
- ミスター・ガンノロ（12月4日、 ABC）
- 挑戦（12月11日、ABC）
- あだこ（12月18日、TBS）
- わたしが棄てた女（12月25日、TBS）

### 1965年（昭和40年）
- 羽衣富士（1月1日、ABC）
- 破魔矢（1月8日、ABC）
- ジャピンド（1月15日、ABC）※再放送
- 目撃者（1月22日、RKB）※再放送
- 婦系図（1月29日、TBS）
- ある女の影（2月5日、TBS）※ここから「岡田茉莉子シリーズ」全13回放映。
- 居留地の女（2月12日、TBS）
- 猫のいる家（2月19日、TBS）※杉村春子と初共演[5]
- 髪を売る女（2月26日、 ABC）
- 徴税日誌（3月5日、TBS）
- 舞扇（3月12日、TBS）
- 誰に告げん（3月19日、ABC）
- バナナの皮（3月26日、ABC）
- 逃げ水（4月2日、TBS）
- 夫婦（4月9日、ABC）
- 貴船川（4月16日・23日、TBS）☆
- 花は木が枯れるまで咲く（4月30日、TBS）※ここまで「岡田茉莉子シリーズ」
- おばさまと娘たち（5月7日 - 8月27日、ABC）※連続ドラマとして全17回放映。
- 十七才の子守唄（9月3日、ABC）※ここから「愛とこころのシリーズ」
- 愛なくば（9月10日、ABC）
- 道（9月17日、ABC）
- おかあさんのばか（9月24日、ABC）
- 黄色い褒章（10月1日、ABC）
- 純愛物語（10月8日、 ABC）※前田信明（現：前田吟）のテレビドラマ初主演作品。
- 月夜の傘（10月15日、ABC）
- 野菊の墓（10月22日、ABC）※シャア・アズナブルのCVで有名な池田秀一が主演。
- 愛のともしび（10月29日、TBS）
- おふくろ（11月5日、ABC）
- たとえ光はうしなわれても（11月12日、TBS）
- 息子の歌（11月19日、ABC）
- かあさん長生きしてね（11月26日、 ABC）
- この子らにも明日が（12月3日、 ABC）
- 永遠に咲く（12月10日、ABC）
- 竜夫が昇った愛の階段（12月17日、ABC）
- 母子草（12月24日、 ABC）

### 1966年（昭和41年）
- 雪静かに（1月7日、ABC）
- いつか何処かで（1月14日、ABC）
- 三冊の日記（1月21日、ABC）
- ママぼくの舌切ってよ!（1月28日、ABC）
- 美しい日であれば（2月4日、 ABC）
- 灯は消えず（2月11日、ABC）
- 幸子とともに（2月18日、ABC）
- 美わしき声（2月25日、ABC）
- しあわせ（3月4日、ABC）
- 激流にのれ（3月11日、ABC）
- この生命ある限り（3月18日、ABC）
- 雲につつむ涙（3月25日、ABC）
- 祖父の帰国（4月1日、ABC）
- シゲという女（4月8日、ABC）
- 巣立ちの曲（4月15日、ABC）
- 島っ子のうた（4月22日、ABC）
- おばあさんの育英資金（4月29日、ABC）
- 遠い影（5月6日、ABC）
- いもうと（5月13日、 ABC）
- 夫とともに（5月20日、ABC）
- いのち（5月27日、ABC）
- 霧の宿（6月3日、ABC）
- 菩提樹（6月10日、ABC）
- 愛のかけ橋（6月17日、 ABC）
- 牛と少年（6月24日、ABC）
- 父と子（7月1日、ABC）
- ぬかるみの花（7月8日、ABC）
- 心の歌（7月15日、ABC）
- 人ふたり別れるときは（7月22日、ABC）
- 茜さす路（7月29日、CBC）
- 妻ありて（8月5日、ABC）
- 遠い道（8月12日、ABC）
- 突っ走れ!落第生（8月19日、ABC）
- もう泣かないでおかあさん（8月26日、ABC）
- さわやかに潮風ふけば（9月2日、ABC）
- 生活のうた（9月9日、ABC）
- 光よみがえりしとき（9月16日、ABC）
- カナちゃんただいま!（9月23日、ABC）
- そしてふたたび朝を（9月30日、CBC）
- 夢なのよ（10月7日、ABC）
- ある団地の物語（10月14日、ABC）
- あのとき夫が…（10月21日、ABC）
- お母さんとあのひと（10月28日、TBS）
- あんまっ子物語（11月4日、ABC）
- お前のとまり木（11月11日、 ABC）
- わくらばの記（11月18日、ABC）
- 鎖（11月25日、ABC）※芸術祭参加作品
- 智恵の輪（12月2日、ABC）
- 七歳の捕虜（12月9日、 ABC）
- 海のない町（12月16日、ABC）
- おもかげ（12月23日、ABC）
- まないたの音（12月30日、ABC）

### 1967年（昭和42年）
- 二人っきりの夜（1月6日、ABC）
- 残された愛の日に（1月13日、ABC）
- 冬銀河（1月20日、 ABC）
- 悲しみよ彼方に（1月27日、CBC）
- シャープ女房とフラット亭主（2月3日、ABC）
- 女が帰るとき（2月10日、ABC）
- 終わりなき生命を（2月17日、ABC）
- その灯は消えない（2月24日、ABC）
- 若い旅びとの歌（3月3日、 ABC）
- 坊の岬物語（3月10日、ABC）
- おいは誰な?（3月17日、ABC）
- 愛の四重奏（3月24日、 CBC）
- 青春の足音（3月31日、ABC）※ここまで「愛とこころのシリーズ」
- 女ひとり（4月7日 - 6月30日、ABC）※連続ドラマとして全13回放映。
- 天まであがれ（7月7日 - 9月29日、ABC）※連続ドラマとして全13回放映。

## 放送時間
- 1961年10月6日 - 1962年9月28日：20時00分 - 21時00分(JST)
- 1962年10月5日 - 1967年9月29日：20時00分 - 20時56分(JST)

## 放映ネット局
- 朝日放送（ABC / 幹事局・制作局） - 現・朝日放送テレビ（テレビ朝日系列）
- 北海道放送（HBC / 制作局）
- 岩手放送（IBC） - 現・IBC岩手放送
- 東北放送（TBC）
- 東京放送（TBS / 制作局） - 現・TBSテレビ
- 中部日本放送（CBC / 制作局） - 現・CBCテレビ
- 山陽放送（RSK、当時の放送免許エリアは岡山県のみ） - 現・RSK山陽放送
- 山陰放送（BSS、鳥取県米子市が本社演奏所だが当時の放送免許エリアは島根県のみ）
- ラジオ中国（RCC） - 現・中国放送
  - 「三菱ダイヤモンド・アワー」（日本テレビ）を同時ネットしていたために遅れネット。
- RKB毎日放送（RKB / 制作局）
- 大分放送（OBS）

※　このほかのJNN系列局では遅れネットもしくは未ネット、また系列外放送局へは番組販売による遅れネットが発生していたものと見られる。
- 南海放送（RNB / 日本テレビ系列）　（金曜22時15分 - 23時15分）